# NGC 1629
NGC 1629 ist ein offener Sternhaufen vom Trumpler-Typ I2pn im Sternbild Kleine Wasserschlange am Südsternhimmel.
Entdeckt wurde das Objekt am 24. Dezember 1834 von John Herschel.